# Campeonato colombiano 1972
El Campeonato colombiano 1972 fue el vigésimo quinto (25°) torneo de la primera división del fútbol profesional colombiano en l a historia.
El campeón de esta edición fue el Millonarios y el subcampeón fue Deportivo Cali. El goleador fue Hugo Horacio Lóndero del Cúcuta Deportivo con 27 goles.

## Desarrollo
Se jugaron dos torneos, (apertura y finalización ida y vuelta) donde los dos mejores de cada campeonato clasifican al cuadrangular final, que puede convertirse en un triangular si un equipo clasifica en ambos torneos, o una final si dos equipos repiten posición tanto en el Apertura como en el Finalización. Este campeonato fue el décimo que ganó el Millonarios. Se jugaron 376 partidos entre los 14 clubes inscritos y se anotaron 845 goles siendo el Deportivo Cali el que más anotó con 99 conquistas y el que más recibió fue el Once Caldas con 73 goles en contra.
El triangular final fue jugado por Deportivo Cali, Millonarios, y el Junior siendo Millonarios primero, lo que le sirvió para coronarse campeón. En conmemoración al título la orquesta venezolana Billo's Caracas Boys compuso la canción Millonarios será campeón. la cual es una adaptación de la canción "Magallanes será Campeón".

## Datos de los clubes
| Equipo                 | Departamento       | Ciudad       |
| ---------------------- | ------------------ | ------------ |
| América de Cali        | Valle del Cauca    | Cali         |
| Atlético Bucaramanga   | Santander          | Bucaramanga  |
| Atlético Nacional      | Antioquia          | Medellín     |
| Cúcuta Deportivo       | Norte de Santander | Cúcuta       |
| Deportivo Cali         | Valle del Cauca    | Cali         |
| Deportes Quindío       | Quindío            | Armenia      |
| Deportes Tolima        | Tolima             | Ibagué       |
| Deportivo Pereira      | Risaralda          | Pereira      |
| Independiente Medellín | Antioquia          | Medellín     |
| Atlético Junior        | Atlántico          | Barranquilla |
| Millonarios            | Bogotá, D. C.      | Bogotá       |
| Once Caldas            | Caldas             | Manizales    |
| Independiente Santa Fe | Bogotá, D. C.      | Bogotá       |
| Unión Magdalena        | Magdalena          | Santa Marta  |

## Torneo Apertura
| Pos. | Equipo                 | Pts. | PJ | G  | E  | P  | GF | GC | Dif. | Clasificación     |
| ---- | ---------------------- | ---- | -- | -- | -- | -- | -- | -- | ---- | ----------------- |
| 1    | Millonarios            | 38   | 26 | 15 | 8  | 3  | 43 | 21 | +22  | Triangular final. |
| 2    | Junior                 | 36   | 26 | 13 | 10 | 3  | 37 | 20 | +17  | Triangular final. |
| 3    | Santa Fe               | 31   | 26 | 11 | 9  | 6  | 28 | 15 | +13  |                   |
| 4    | Deportivo Cali         | 30   | 26 | 11 | 8  | 7  | 39 | 27 | +12  |                   |
| 5    | Atlético Nacional      | 30   | 26 | 13 | 4  | 9  | 33 | 32 | +1   |                   |
| 6    | Deportivo Pereira      | 27   | 26 | 7  | 13 | 6  | 31 | 31 | 0    |                   |
| 7    | Deportes Tolima        | 26   | 26 | 6  | 14 | 6  | 29 | 32 | −3   |                   |
| 8    | Deportes Quindío       | 25   | 26 | 8  | 9  | 9  | 39 | 35 | +4   |                   |
| 9    | Independiente Medellín | 23   | 26 | 6  | 11 | 9  | 24 | 26 | −2   |                   |
| 10   | Cúcuta Deportivo       | 23   | 26 | 6  | 11 | 9  | 26 | 30 | −4   |                   |
| 11   | Atlético Bucaramanga   | 21   | 26 | 7  | 7  | 12 | 27 | 33 | −6   |                   |
| 12   | Unión Magdalena        | 18   | 26 | 4  | 10 | 12 | 18 | 32 | −14  |                   |
| 13   | Once Caldas            | 18   | 26 | 5  | 8  | 13 | 24 | 42 | −18  |                   |
| 14   | América de Cali        | 18   | 26 | 5  | 8  | 13 | 17 | 39 | −22  |                   |

 Fuente: Rsssf

### Resultados
| Apertura 1972          | AME | BUC | CAL | CUC | JUN | MAG | MED | MIL | NAL | ONC | PER | QUI | SAN | TOL |
| América de Cali        |     | 1:0 | 1:1 | 1:1 | 0:1 | 0:0 | 1:0 | 0:2 | 2:1 | 1:0 | 0:1 | 2:1 | 1:3 | 0:3 |
| Atlético Bucaramanga   | 0:0 |     | 0:2 | 2:1 | 0:0 | 0:0 | 3:0 | 2:3 | 1:0 | 1:1 | 3:2 | 2:0 | 1:0 | 3:0 |
| Deportivo Cali         | 2:1 | 2:0 |     | 2:1 | 1:2 | 1:1 | 3:0 | 1:1 | 4:0 | 3:0 | 4:1 | 2:1 | 1:1 | 2:1 |
| Cúcuta Deportivo       | 3:0 | 1:0 | 1:1 |     | 0:0 | 1:1 | 1:2 | 0:1 | 3:2 | 2:0 | 0:0 | 0:0 | 0:0 | 1:0 |
| Atlético Junior        | 2:0 | 1:0 | 2:0 | 1:0 |     | 0:0 | 1:0 | 3:4 | 0:1 | 2:1 | 5:1 | 2:1 | 1:0 | 2:2 |
| Unión Magdalena        | 0:0 | 1:0 | 3:2 | 2:2 | 0:3 |     | 1:0 | 0:3 | 2:2 | 1:0 | 1:1 | 0:1 | 1:1 | 2:3 |
| Independiente Medellín | 4:0 | 1:1 | 1:2 | 2:3 | 0:0 | 2:0 |     | 1:2 | 0:0 | 2:0 | 1:1 | 2:2 | 1:1 | 0:0 |
| Millonarios            | 2:2 | 3:3 | 2:0 | 1:0 | 0:0 | 1:0 | 0:0 |     | 2:0 | 3:1 | 1:1 | 0:0 | 1:2 | 1:0 |
| Atlético Nacional      | 2:0 | 1:0 | 1:0 | 1:1 | 1:0 | 1:0 | 0:1 | 0:1 |     | 3:1 | 2:0 | 2:0 | 1:0 | 1:1 |
| Once Caldas            | 1:0 | 2:1 | 2:1 | 2:2 | 2:2 | 1:0 | 1:0 | 1:1 | 2:3 |     | 1:1 | 1:1 | 0:2 | 0:0 |
| Deportivo Pereira      | 3:0 | 2:1 | 1:1 | 1:1 | 1:1 | 1:0 | 0:0 | 2:0 | 2:3 | 4:1 |     | 1:1 | 1:0 | 0:0 |
| Deportes Quindío       | 5:3 | 5:0 | 3:1 | 1:0 | 2:2 | 3:1 | 1:2 | 1:4 | 5:1 | 3:2 | 1:1 |     | 0:0 | 0:0 |
| Independiente Santa Fe | 0:0 | 1:0 | 0:0 | 4:0 | 0:1 | 2:1 | 1:1 | 1:0 | 1:2 | 2:0 | 2:1 | 2:0 |     | 2:0 |
| Deportes Tolima        | 1:1 | 3:3 | 0:0 | 3:1 | 3:3 | 1:0 | 1:1 | 0:4 | 3:2 | 1:1 | 1:1 | 2:1 | 0:0 |     |

## Torneo Finalización
| Pos. | Equipo                 | Pts. | PJ | G  | E  | P  | GF | GC | Dif. | Clasificación |
| ---- | ---------------------- | ---- | -- | -- | -- | -- | -- | -- | ---- | ------------- |
| 1    | Deportivo Cali         | 36   | 26 | 16 | 4  | 6  | 49 | 27 | +22  | Desempate.    |
| 2    | Millonarios            | 36   | 26 | 17 | 2  | 7  | 39 | 20 | +19  | Desempate.    |
| 3    | Atlético Nacional      | 36   | 26 | 14 | 8  | 4  | 34 | 20 | +14  | Desempate.    |
| 4    | Cúcuta Deportivo       | 29   | 26 | 9  | 11 | 6  | 38 | 32 | +6   |               |
| 5    | Junior                 | 29   | 26 | 8  | 13 | 5  | 29 | 30 | −1   |               |
| 6    | Santa Fe               | 26   | 26 | 7  | 12 | 7  | 39 | 39 | 0    |               |
| 7    | América de Cali        | 25   | 26 | 8  | 9  | 9  | 20 | 23 | −3   |               |
| 8    | Once Caldas            | 24   | 26 | 8  | 8  | 10 | 29 | 31 | −2   |               |
| 9    | Deportes Tolima        | 24   | 26 | 7  | 10 | 9  | 19 | 23 | −4   |               |
| 10   | Deportivo Pereira      | 22   | 26 | 5  | 12 | 9  | 32 | 35 | −3   |               |
| 11   | Deportes Quindío       | 22   | 26 | 5  | 12 | 9  | 21 | 30 | −9   |               |
| 12   | Independiente Medellín | 21   | 26 | 7  | 7  | 12 | 18 | 24 | −6   |               |
| 13   | Atlético Bucaramanga   | 18   | 26 | 3  | 12 | 11 | 20 | 34 | −14  |               |
| 14   | Unión Magdalena        | 16   | 26 | 4  | 8  | 14 | 20 | 39 | −19  |               |

 Fuente: Rsssf

### Resultados
| Finalización 1972      | AME | BUC | CAL | CUC | JUN | MAG | MED | MIL | NAL | ONC | PER | QUI | SAN | TOL |
| América de Cali        |     | 1:1 | 0:0 | 1:2 | 0:0 | 1:0 | 1:0 | 0:1 | 1:4 | 2:1 | 1:0 | 0:0 | 1:1 | 2:1 |
| Atlético Bucaramanga   | 0:1 |     | 1:3 | 1:1 | 2:1 | 0:0 | 1:2 | 0:1 | 1:0 | 0:0 | 0:0 | 0:0 | 3:3 | 0:1 |
| Deportivo Cali         | 1:0 | 3:1 |     | 3:1 | 4:1 | 2:0 | 3:1 | 2:3 | 2:3 | 2:0 | 2:2 | 2:2 | 3:1 | 2:1 |
| Cúcuta Deportivo       | 1:1 | 3:1 | 1:1 |     | 4:0 | 1:1 | 1:0 | 2:1 | 1:0 | 3:1 | 1:1 | 0:1 | 1:1 | 5:1 |
| Atlético Junior        | 1:0 | 1:1 | 2:1 | 1:0 |     | 2:1 | 2:1 | 1:1 | 0:0 | 3:2 | 3:3 | 2:0 | 2:0 | 0:2 |
| Unión Magdalena        | 0:0 | 2:0 | 0:2 | 0:0 | 1:1 |     | 0:1 | 1:0 | 2:2 | 1:4 | 3:2 | 3:1 | 1:2 | 1:1 |
| Independiente Medellín | 2:0 | 0:0 | 1:2 | 0:1 | 0:0 | 0:0 |     | 1:2 | 0:0 | 0:1 | 0:0 | 1:0 | 1:1 | 1:0 |
| Millonarios            | 3:1 | 2:1 | 0:1 | 3:1 | 1:0 | 3:1 | 2:0 |     | 3:0 | 1:0 | 1:0 | 3:1 | 2:0 | 0:0 |
| Atlético Nacional      | 0:0 | 2:1 | 1:3 | 3:0 | 0:0 | 2:1 | 2:1 | 1:0 |     | 2:1 | 1:1 | 1:0 | 2:1 | 0:0 |
| Once Caldas            | 0:3 | 2:2 | 1:0 | 3:1 | 1:1 | 3:0 | 1:0 | 0:1 | 0:1 |     | 0:3 | 1:0 | 1:1 | 2:0 |
| Deportivo Pereira      | 1:2 | 4:0 | 1:0 | 2:2 | 2:2 | 1:0 | 0:1 | 2:1 | 0:2 | 0:0 |     | 1:3 | 2:5 | 1:1 |
| Deportes Quindío       | 1:0 | 0:0 | 1:3 | 2:2 | 1:1 | 2:1 | 0:1 | 1:0 | 1:1 | 2:2 | 1:1 |     | 0:0 | 0:0 |
| Independiente Santa Fe | 1:1 | 1:1 | 2:1 | 2:2 | 1:1 | 3:0 | 2:1 | 2:4 | 0:3 | 2:2 | 2:2 | 4:1 |     | 1:0 |
| Deportes Tolima        | 1:0 | 0:2 | 0:1 | 1:1 | 1:1 | 3:0 | 2:2 | 1:0 | 0:1 | 0:0 | 1:0 | 0:0 | 1:0 |     |

#### Desempate
| Pos. | Equipo            | Pts. | PJ | G | E | P | GF | GC | Dif. | Clasificación     |
| ---- | ----------------- | ---- | -- | - | - | - | -- | -- | ---- | ----------------- |
| 1    | Deportivo Cali    | 6    | 4  | 3 | 0 | 1 | 7  | 4  | +3   | Triangular final. |
| 2    | Millonarios       | 5    | 4  | 2 | 1 | 1 | 6  | 4  | +2   | Triangular final. |
| 3    | Atlético Nacional | 1    | 4  | 0 | 1 | 3 | 1  | 6  | −5   |                   |

 Fuente: Rsssf
| Desempate Finalización 1972 | CAL | MIL | NAL |
| Deportivo Cali              |     | 3:2 | 1:0 |
| Millonarios                 | 2:0 |     | 1:1 |
| Atlético Nacional           | 0:3 | 0:1 |     |

## Triangular final
| Pos. | Equipo         | Pts. | PJ | G | E | P | GF | GC | Dif. | Clasificación                   |
| ---- | -------------- | ---- | -- | - | - | - | -- | -- | ---- | ------------------------------- |
| 1    | Millonarios    | 5    | 4  | 1 | 3 | 0 | 3  | 2  | +1   | Campeón y Copa Libertadores.    |
| 2    | Deportivo Cali | 4    | 4  | 1 | 2 | 1 | 4  | 2  | +2   | Subcampeón y Copa Libertadores. |
| 3    | Junior         | 3    | 4  | 1 | 1 | 2 | 2  | 5  | −3   |                                 |

 Fuente: Rsssf
| Final 1972     | CAL | JUN | MIL |
| Deportivo Cali |     | 3:0 | 1:1 |
| Junior         | 1:0 |     | 0:0 |
| Millonarios    | 0:0 | 2:1 |     |

|                                 |
| Bandera de Colombia             |
| Campeón Millonarios 10.º título |

## Goleadores
| Jugador              | Equipo           | Goles |
| -------------------- | ---------------- | ----- |
| Hugo Horacio Lóndero | Cúcuta Deportivo | 27    |
| Jorge Héctor Olmedo  | Deportivo Cali   | 24    |
| Nelson Silva Pacheco | Deportes Quindío | 21    |